# 1980年モスクワオリンピックのイギリス選手団
1980年モスクワオリンピックのイギリス選手団（1980ねんモスクワオリンピックのイギリスせんしゅだん）は、1980年7月19日から8月3日にかけてソビエト連邦の首都モスクワで開催された1980年モスクワオリンピックのイギリス選手団、およびその競技結果。今大会のイギリス選手団は、ソビエト連邦によるアフガニスタン侵攻への抗議として五輪旗を使用した。

## 概要
今大会は金メダル5個、銀メダル7個、銅メダル9個の合計21個のメダルを獲得した。

## メダル
| メダル | 選手名                                                                                          | 競技 | 種目                     |
| ------ | ----------------------------------------------------------------------------------------------- | ---- | ------------------------ |
| 金     | アラン・ウェルズ                                                                                | 陸上 | 男子100m                 |
| 金     | スティーブ・オベット                                                                            | 陸上 | 男子800m                 |
| 金     | セバスチャン・コー                                                                              | 陸上 | 男子1500m                |
| 金     | デイリー・トンプソン                                                                            | 陸上 | 男子十種競技             |
| 金     | ダンカン・グッドヒュー                                                                          | 競泳 | 男子100m平泳ぎ           |
| 銀     | アラン・ウェルズ                                                                                | 陸上 | 男子200m                 |
| 銀     | セバスチャン・コー                                                                              | 陸上 | 男子800m                 |
| 銀     | フィリップ・ハッブル                                                                            | 競泳 | 男子200mバタフライ       |
| 銀     | シャロン・デービス                                                                              | 競泳 | 女子400m個人メドレー     |
| 銀     | ヘレン・ジェームソン マーガレット・ケリー アン・オズガービー ジューン・クロフト                 | 競泳 | 女子4×100mメドレーリレー |
| 銀     | ニール・アダムス                                                                                | 柔道 | 男子71kg級               |
| 銅     | スティーブ・オベット                                                                            | 陸上 | 男子1500m                |
| 銅     | ゲイリー・オークス                                                                              | 陸上 | 男子400mハードル         |
| 銅     | ヘザー・ハント キャシー・スモールウッド ビバリー・ゴダード ソニア・ラナマン                     | 陸上 | 女子4×100mリレー         |
| 銅     | リンゼイ・マクドナルド ミッシェル・プロバート ジョスリン・ホイト＝スミス ジャニーン・マクレガー | 陸上 | 女子4×400mリレー         |
| 銅     | ゲイリー・エイブラハム ダンカン・グッドヒュー デビッド・ロー マーティン・スミス                 | 競泳 | 男子4×100mメドレーリレー |
| 銅     | アーサー・マップ                                                                                | 柔道 | 男子無差別級             |